# Угљени микрофони
Угљени микрофон је врста микрофона, претварача који претвара звук у електрични звучни сигнал. Састоји се од две металне плоче раздвојене гранулама угљеника. Једна плоча је веома танка и усмерена ка говорном лицу, делујући као дијафрагма. Звучни таласи ударају у дијафрагму проузрокујући њено вибрирање, при чему испољавају променљив притисак на грануле, што заузврат мења електрични отпор између плоча. Виши притисак смањује отпор и тиме приближава грануле. Стабилна једносмерна струја пролази између плоча кроз гранула. Променљив отпор доводи до модулације струје, стварајући променљиву електричну струју, која репродукује променљив притисак звучног таласа.  У телефонији, ова таласања струје директно се преносе кроз телефонске жице до централне канцеларије. У јавним системима или у уређајима за снимање користе се аудио појачала. Фреквентни одзив угљених микрофона, међутим, ограничен је на уски опсег, а уређај производи значајну електричну буку.

## Као појачало
Угљени микрофони се могу користити као појачала. Ова могућност је коришћен у раним телефонским репетиторима, чинећи телефонске позиве на даљину могућим у ери пре ере појачала на бази вакуумских цеви. У овим репетиторима, магнетни телефонски пријемник је механички упарен са угљеним микрофоном.

## Тренутна употреба
Поред старих телефонских инсталација у земљама Трећег света, угљени микрофони се и данас користе у одређеним апликацијама у развијеном свету. Пример је Схуре 104ц, који је још увек у потражњи због широке компатибилности са постојећом опремом.